# Nomhan
Die „Oroqenische Nationalitätengemeinde Nomhan“ (chinesisch 南木鄂伦春民族乡, Pinyin Nánmù Èlúnchūn Mínzú Xiāng) liegt in der kreisfreien Stadt Zalantun, die zum Verwaltungsgebiet der bezirksfreien Stadt Hulun Buir im Autonomen Gebiet Innere Mongolei der Volksrepublik China gehört. Nomhan hat eine Fläche von 2160,53 km² und 16.761 Einwohner (Ende 2006). Nomhan gehört zu den seltenen administrativen Einheiten der Volksrepublik China, die bereits vor der Staatsgründung (1. Oktober 1949) entstanden sind. Die Nationalitätengemeinde wurde am 15. September 1949 gegründet, das Autonome Gebiet Innere Mongolei war allerdings schon am 1. Mai 1947 ausgerufen worden.
Die Nationalitätengemeinde liegt am Osthang des Großen Hinggan-Gebirges und lebt hauptsächlich von der Forstwirtschaft. Die Gebirgs-Taiga Nomhans ist darüber hinaus reich an Isubrahirschen, Rehen, Wildschweinen, Ottern, Kragenbären, Schneehasen, Eichhörnchen, Zobel, Moschustieren, Sibirischen Feuerwieseln und Haselhühnern. Von wachsender Bedeutung für das Wirtschaftsleben Nomhans ist auch der Ökotourismus.

## Oroqen
Die Gemeinde ist eines der traditionellen Siedlungsgebiete des nordtungusischen Jägervolks der Oroqen, die heute nur noch eine kleine Minderheit (weniger als 200 Menschen) der Bevölkerung und – gesetzlich festgelegt – den Bürgermeister Nomhans stellen. Am 9. Dezember 2009 konnte das „Oroqenische Volkskundemuseum Nomhan“ (南木鄂伦春民俗博物馆) gegründet werden.

## Administrative Gliederung
Nomhan setzt sich aus einer Einwohnergemeinschaft und sechs Dörfern zusammen. Diese sind:
- Einwohnergemeinschaft Liming (黎明社区);
- Dorf Nomhan (南木村), Sitz der Gemeinderegierung;
- Dorf Daonan (道南村);
- Dorf Daxing (大兴村);
- Dorf Dongyao (东窑村);
- Oroqenisches Dorf Liemin (鄂伦春猎民村), das „Oroqenische Jägerdorf“;
- Dorf Shuangbei (双北村).